# Сутай-Хайрхан
Сутай-Хайрхан (монг. Сутай хайрхан уул, на топокартах отмечена как Сутай) — горная вершина в западной Монголии высотой 4220 метров над уровнем моря.

## Физико-географическая характеристика
Вершина Сутай-Хайрхан расположена в западной части Монголии на границе аймаков Говь-Алтай и Ховд в центральной части Монгольского Алтая.
Высота вершины Сутай-Хайрхан составляет 4220 метров над уровнем моря, она является одной из самых высоких гор в Монголии и четвёртой по высоте вершиной Алтайских гор. Вершина Сутай-Хайрхан является высочайшей вершиной аймака Говь-Алтай. Относительная высота вершины Сутай-Хайрхан составляет 1787 метров, родительской вершиной по отношению к ней является вторая по высоте вершина Монголии Мунх-Хайрхан высотой 4231 метр, расположенная примерно в 165 километрах в ЗСЗ направлении.
Сутай-Хайрхан является пологой вершиной с протяжённостью основания около 60 км. Верхняя часть вершины Сутай-Хайрхан покрыта снежной шапкой. Воды, стекающие со склонов Сутай-Хайрхан, питают озеро Тонхил.
В 2007 году, в соответствии с законом Монголии об ООПТ, Сутай-Хайрхан получила статус горы государственного поклонения. Всего в Монголии 10 вершин имеют подобный статус. Целью присвоения горам подобных статусов было возрождение традиций древних монгольских государств по использованию и защите природы, обычаев народа и религиозных обрядов.